# Сидеронатрит
Сидеронатрит — мінерал, водний основний сульфат натрію і заліза. Від сидер... і назви мінералу натриту (A.Raimondi, 1878). Синоніми: урусит.

## Опис
Хімічна формула: Na2Fe3+[OH|(SO4)2]∙3H2O. Склад у %: Na2O — 17,0; Fe2O3 — 21,9; SO3 — 43,8; H2O — 17,3.
Сингонія ромбічна. Ромбо-дипірамідальний вид. Утворює дрібні голки, а також ниркоподібні, волокнисті, землисті й порошкуваті аґреґати, сфероліти. Спайність по (100) досконала. Густина 2,15 — 2,35. Тв. 1,5-3,0. Колір лимонно-жовтий, блідо-помаранчевий, солом'яно-жовтий. Риса блідо-жовта. Розкладається у гарячій воді з виділенням гідроксидів заліза.

## Поширення
Зустрічається в зоні окиснення сульфідів з інш. сульфатами заліза. Знайдений в аридних областях Чилі та Болівії; на о. Челекен (Каспійське море). Рідкісний.